# 第36SS武装擲弾兵師団
第36SS武装擲弾兵師団（だい36SSぶそうてきだんへいしだん、独：36.Waffen-Grenadier-Division der SS）は、武装親衛隊の計38個編制された師団の1つ。別に師団長オスカール・ディルレヴァンガーに因み、「ディルレヴァンガー」なる部隊名で呼称されることもあるが、こちらは師団に昇格する前の部隊名にディルレヴァンガーの個人名が冠されていたことによる俗称であり、師団への昇格後の名称には「ディルレヴァンガー」の名はない。
この部隊の発端は、戦争初期に形成された懲罰部隊が元となった部隊であり、そこで服役していた兵士や強制収容所からの捕虜から構成されていた。そのため、ドイツ軍の中では非常に評判が悪かった部隊の1つであり、各種の戦争犯罪（虐殺、略奪等）に関与している。兵士の消耗が激しくなった戦争末期（1944年以降）には、正規兵の比率も増大しているが、戦争中を通じて対パルチザン任務に参加しており、その戦果より戦争犯罪で有名である。
名称は師団であるものの、部隊規模としては旅団程度であった。師団章は、交差させた柄付き手榴弾である。

## 沿革

### 編成と独ソ戦開戦まで

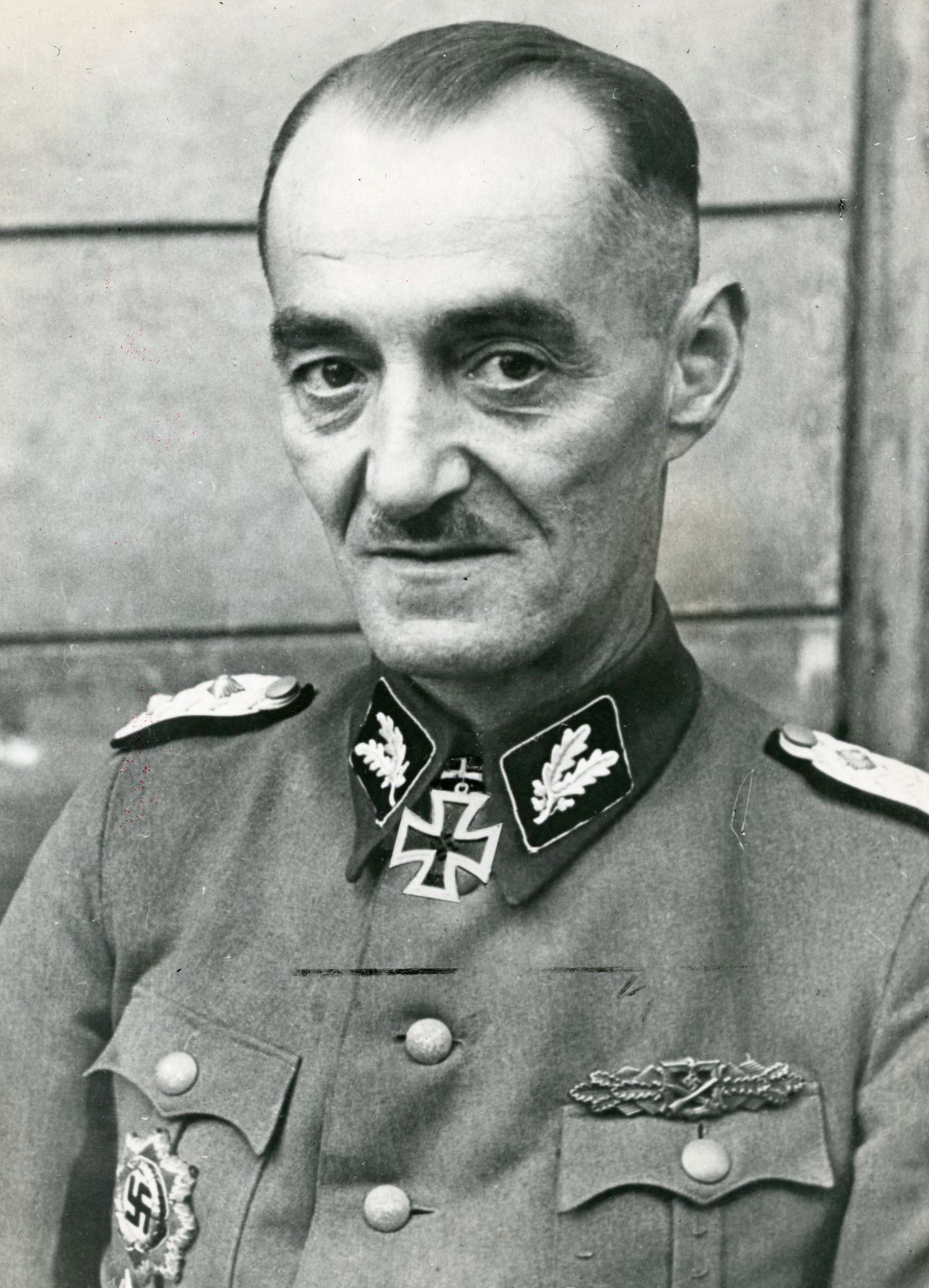
オスカール・ディルレヴァンガー

1940年3月23日、恩赦と引き換えに犯罪者を前線に送るというヒトラーの考えを元に、ヒムラーの副官SS中将カール・ヴォルフは新しい懲罰部隊の編制にかかった。対象となる犯罪者の範囲や年齢、その他諸々の検討が行われた後、密猟者の射撃の腕を活かした特務部隊編制を名目として、逮捕されて服役中もしくは未決の密猟者のうちから、罪状の軽い犯罪者を中心に部隊を編成することになった。1940年4月10日にはガイドラインが決まり、6月には北ベルリンから25マイル離れた町オラニエンブルクにあるザクセンハウゼン強制収容所に84人の候補者が集められ、ヴィルトディープコマンド オラニエンブルク(オラニエンブルク密猟者分遣隊 Wilddiebkommando Oranienburg)が編制され、早速訓練が開始された。
一方、それと前後してヒムラーの側近で親衛隊本部の中心的人物だったゴットロープ・ベルガー親衛隊少将は、旧友であるオスカール・ディルレヴァンガーが武装親衛隊へ復帰できるよう尽力していた。1940年6月4日彼はヒムラーと話し合い、誕生したばかりのオラニエンブルク犯罪者部隊の指揮官にディルレヴァンガーを推薦した。これをヒムラーは承諾し、1940年6月24日、ディルレヴァンガーは一度は追放された親衛隊復帰の辞令を手に入れた。着任後、ディルレヴァンガーは部隊名を変更し、ゾンダーコマンド ドクターディルレヴァンガー (特殊任務部隊 ドクター・ディルレヴァンガー,Sonderkommando Dr. Dirlewanger)とし、その2ヵ月後にはSS配下となったことで、部隊名にSSの名前がつき、SSゾンダーコマンド ドクターディルレヴァンガー (SS特殊任務部隊 ドクター・ディルレヴァンガー,SS-Sonderkommando Dr. Dirlewanger)となった。
部隊は、ポーランドへ移動し、独ソ国境沿いに構築された防衛線オットーラインの建築の手伝いを行い、その後、Dzikow（現タルノブジェク）にあるユダヤ人の労働キャンプの警備に就いた。この頃からすでにディルレヴァンガーと部隊の所属将兵達による地元住民への暴行が問題になっていた。そのため、部隊は懲罰を兼ねて独ソ戦に送られることになった。

### 独ソ戦とパルチザン

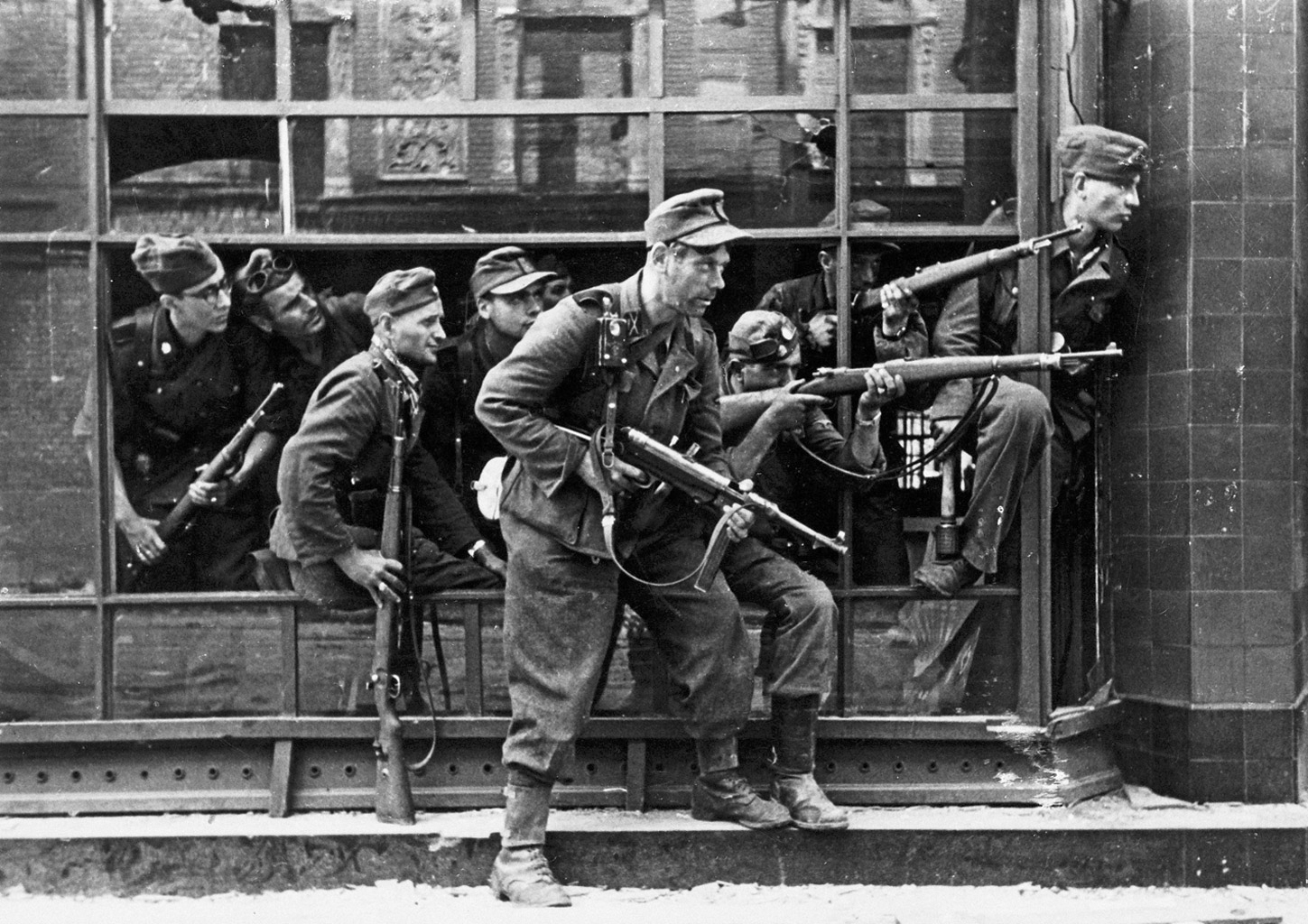
ワルシャワ蜂起鎮圧に従事する師団兵

ドイツ軍がソビエト侵攻を始めると戦線後方でのパルチザン活動が悩みの種となった。1942年3月部隊はベラルーシの中心都市ミンスク近郊に到着し、警察連隊ミッテ(Mitte)の配下でパルチザンの掃討を行った。この地で部隊は各種の戦争犯罪を犯しつつも、いくつかの戦果をあげ、その結果ディルレヴァンガーは5月24日に2級鉄十字勲章を授与された。同年7月には部隊はクリシェフ(Klicev)近くでパルチザン相手の陸軍との共同作戦を行った(アドラー作戦)。この作戦で部隊はパルチザン1000人以上の殺害を報告しており、一方でディルレヴァンガー本人もこの戦闘で負傷し、名誉負傷金勲章(Wound Badge in Gold)を授与される程の激戦であった。このころ、部隊の人員増加の要望もあり、本来の密猟者のみでなく、一般刑務所の犯罪者や占領地で徴募したウクライナ人の採用が行なわれた。
その後も基本的には前線での戦闘には従事せず、主にポーランドやベラルーシにおけるパルチザン掃討を任務としていた。
部隊は、指揮官であるディルレヴァンガー自身の昇進と共に規模が拡大して旅団（第2SS突撃旅団「ディルレヴァンガー」）になりその後も規模は拡大していった。
1944年8月、ワルシャワ蜂起の鎮圧に参加。旅団はワルシャワの旧市街を進軍し、多くの一般市民を性別や年齢に関係なく手当たり次第に殺害した。
同年10月、スロバキア民衆蜂起の鎮圧に参加。
1945年2月に、部隊は再編され第36SS武装擲弾兵師団へと改称された。しかし戦闘による兵の消耗が激しく、実際には旅団規模の人数しか有していなかった。(そのため旧名称にちなんだ「ディルレヴァンガー旅団」という別名もある。)
1945年4月28日、師団は赤軍に降伏したが、戦争中の所業が災いして隊員のほとんどが処刑された。
なお、師団長のディルレヴァンガーは、1945年2月中旬、オーデル川付近で師団が戦闘中に負傷し、後送されたため、自由フランス軍に降伏したが、1945年6月7日、捕虜収容所で原因不明の死を遂げている。

## 構成人員
当初は、初期目標の逮捕されて収監された罪状の軽い密猟者という条件が遵守されていたが、部隊規模の拡大によって密猟者という人材が枯渇するに及び、一般刑事犯が徴募または強制的に送り込まれるようになった。1943年にはソ連にいた本国ロシア人、民族ドイツ人が加わり、一個大隊700名のうち半数が非ドイツ人となった。さらに、親衛隊保安諜報部（独:Sicherheitsdienst、略号:SD）に所属する親衛隊員、軍法会議で有罪判決を受けた武装親衛隊や国防軍の将兵が、終戦にかけては強制収容所に収容された政治犯なども送り込まれ、文字どおり犯罪者集団の様相を呈した。

## 武装親衛隊の問題部隊

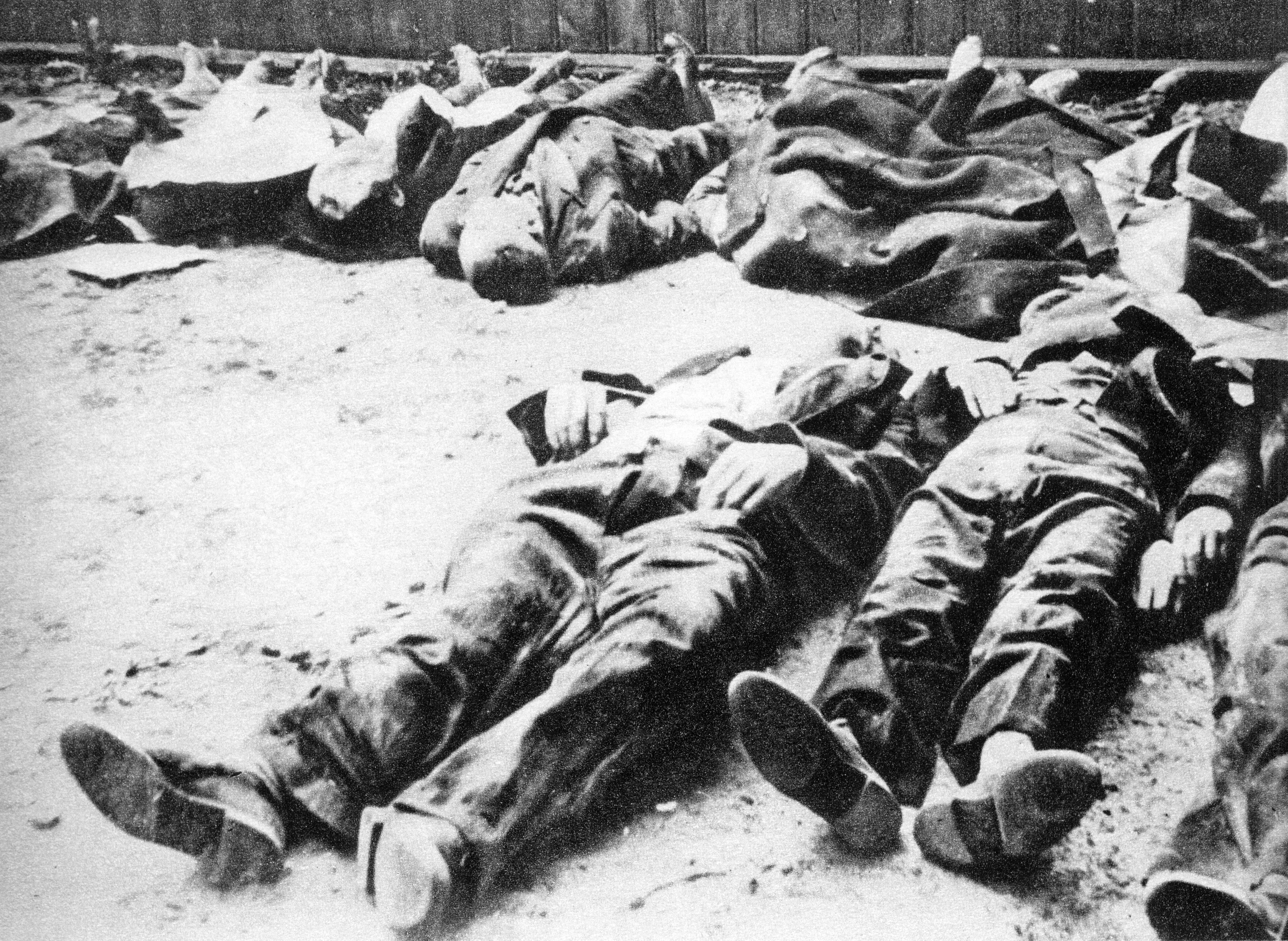
ワルシャワ蜂起における犠牲者

第36SS武装擲弾兵師団は、隊員の来歴ゆえか各種の犯罪行為が絶えず、隊内においても規律があって無きが如しの無秩序状態であった。また、パルチザン掃討等の戦闘任務における、あまりの残虐さに親衛隊の高官ですら「親衛隊の面汚し」と非難したという。実際に親衛隊法務本部は、部隊の責任者であるディルレヴァンガーも含めて関係者を軍法会議で裁こうとしたが、ベルガーの干渉で頓挫している。
部隊の残虐さを示す事例として次のようなものがある。
- 1943年8月のペリク湖周辺におけるパルチザン掃討作戦では、約15,000名の『パルチザン』を殺害した。しかし、この時捕獲したパルチザン側のライフルは、わずかに1,100挺であった。これは、多数の非戦闘員の殺害が疑われるものである。
- 1944年8月のワルシャワ蜂起の際には、本来の任務である鎮圧任務を行わず、ロシア人の反共主義者で構成されたカミンスキー旅団と共に非戦闘員に対する虐殺、略奪、婦女暴行などの蛮行に走った。このときは特に酷いものだったようで、部隊の解散が検討された。

なお、師団長のディルレヴァンガーは、パルチザン掃討の功績により、1944年9月30日、騎士十字章を陸軍や親衛隊本部の反対を押し切って授与されているが、このことは部隊の残虐さをいっそう酷くしたとも言われている。

## 戦闘序列
- 第72SS武装擲弾兵連隊
- 第73SS武装擲弾兵連隊
- 陸軍第687工兵旅団
- 陸軍第1244擲弾兵連隊
- 第36砲兵大隊
- 第1戦車大隊「スタンスドルフ」

## 戦力組成
- 1940年7月1日　  84名     (密猟奇襲隊「ディレルヴァンガー」)
- 1940年9月1日　  300名   (密猟奇襲隊「ディレルヴァンガー」)
- 1943年2月4日　  700名   (SS特別奇襲隊「ディレルヴァンガー」)
- 1943年12月30日 256名   (SS特別奇襲隊「ディレルヴァンガー」)
- 1944年2月19日   1200名 (SS特別奇襲隊「ディレルヴァンガー」)
- 1944年4月17日   2000名 (SS特別奇襲隊「ディレルヴァンガー」)
- 1944年6月30日   971名   (SS特別奇襲隊「ディレルヴァンガー」)
- 1944年8月15日   648名   (SS特別奇襲隊「ディレルヴァンガー」)
- 1944年10月16日 4000名 (SS特別奇襲隊「ディレルヴァンガー」)
- 1944年12月29日 6000名 (SS突撃旅団「ディレルヴァンガー」)